# Madignano

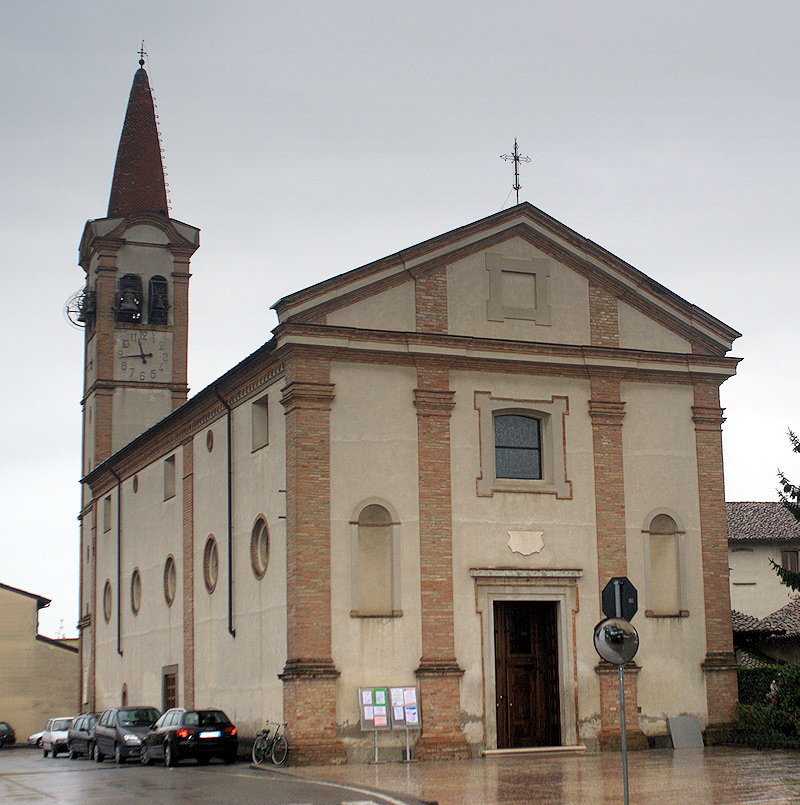
San Pietro, Madignano

Madignano is een gemeente in de Italiaanse provincie Cremona (regio Lombardije) en telt 2955 inwoners (31-12-2004). De oppervlakte bedraagt 10,8 km², de bevolkingsdichtheid is 272 inwoners per km².
De volgende frazioni maken deel uit van de gemeente: Ripalta Vecchia.

## Demografie
Madignano telt ongeveer 1113 huishoudens. Het aantal inwoners steeg in de periode 1991-2001 met 22,5% volgens cijfers uit de tienjaarlijkse volkstellingen van ISTAT.
| Jaar | Inwoneraantal |
| ---- | ------------- |
| 1991 | 2350          |
| 2001 | 2879          |

## Geografie
De gemeente ligt op ongeveer 72 m boven zeeniveau.
Madignano grenst aan de volgende gemeenten: Castelleone, Crema, Izano, Ripalta Arpina, Ripalta Cremasca.